# Domaine du roy
Ne pas confondre avec la municipalité régionale de comté du Québec appelée Le Domaine-du-Roy.
Le Domaine du roy était une vaste région de la Nouvelle-France qui s'étendait au nord du fleuve Saint-Laurent jusqu'à la ligne de partage des eaux de la baie d'Hudson, entre la limite est de la seigneurie des Éboulements et le cap Cormorant. Le territoire avait une superficie de plus de 460 000 km2.  Établi en 1652, le territoire prendra le nom de King's Domain après la guerre de la Conquête.